# 살아남기
《살아남기》는 대한민국의 아이세움 출판사에서 발행되는 만화 시리즈이다.

## 개요
《살아남기》는 5차 시리즈까지 완결되고 6차 시리즈가 제작 중이다. 다음 시리즈로 넘어갈 때마다 주인공이 바뀐다. 1~3차 시리즈는 각 4권으로 되어있고 4차 시리즈는 5권, 5차 시리즈는 3권으로 되어 있다. 6차 시리즈는 현재 출판중이다. 3차 시리즈가 끝난 뒤부터 5차 시리즈와 6차 시리즈의 몇 권을 제외하면 모두 조난 상황이 판타지나 영화 같은 설정이었다. 4차 시리즈부터 모험들이 웬만하면 2권 아니면 3권으로 시리즈로 나온다. 2~5차 시리즈는 현재 코믹컴 출판사로 판권이 넘어갔다. 최근 유튜브에 서바이벌 6차 시리즈 비디오가 나왔다. 그러나 예고편 하나와 인체에서 살아남기 관련 장기 비디오, 토네이도와 알레르기, 방사능 비디오만 나왔다.
1에서 3차 시리즈는 다 좋은 평을 받았다. 특히 3차 시리즈는 탄탄한 고증과 문정후 작가의 수준급 그림체로 역대 최고라는 평을 받았다. 5차 시리즈는 서바이벌 능력이 거의 나오지 않았다는 문제가 있고, 6차 시리즈는 서바이벌과 멀어진 내용, 그림체 변화와 캐릭터 붕괴가 문제였다. 그나마 캐붕은 화재편 이후로 나아졌다는 평을 듣고 있다. 서바이벌과 먼 내용은 위에 언급한 것과 같이 판타지같은 상황들이다. 결국 판타지가 아닌 살아남기 책들도 나왔지만 어차피 평이 떨어진 채로 나와서 좋은 평을 얻진 못하고 있다. 첫 2권 뒤에 썼다면 모를까. 서바이벌과 거리가 멀어져서 케이 빼고 캐릭터 모두 좋은 서바이벌 능력을 가졌는데도 판타지같은 상황들이 일어나 결국 웬만하면 쓸모없게 되었다. 사실 서바이벌 6차시리즈에서 처음으로 위기 상황들이 판타지인 건 아니다. 4차 시리즈는 전체의 위기 상황이 판타지지만 여기서는 상황만 판타지일 뿐 서바이벌 능력을 필요로 했다. 또한 판매 성적도 상당히 좋았다. 그리고 인체에서 살아남기부터는 7차, 자연사 박물관에서 살아남기부터는 8차 시리즈라고 했지만 위에 말했듯이 코믹컴으로 판권이 넘어가 이제 몇 차라고 하지도 않고 그냥 6차 시리즈 하나로 묶었다. 게다가 판권이 넘어가서 2~5차 시리즈 책 표지를 바꿨다. 6차 시리즈는 지오가  주인공이다. 부주인공들로는 피피와 케이가 있다(6차 시리즈). 미국에서도 번역되어서 나오고 있지만 학습만화로 인지되어 인지도가 낮다. 반면 일본 번역판은 일본에서 인기가많고 인지도가 높다. 2011년 후쿠시마 원자력 사고로 인해 지진에서 살아남기와 방사능에서 살아남기가 한때 일본에서 인기있는 베스트셀러 책이였다. 1차 시리즈에서는 무인도에서 살아남기, 아마존에서 살아남기, 사막에서 살아남기 그리고 빙하에서 살아남기가 있다. 그중 빙하에서 살아남기를 제외한 작품은 모두 애니메이션으로 제작되었다. 2차 시리즈에서는 화산에서 살아남기, 초원에서 살아남기, 바다에서 살아남기와 시베리아에서 살아남기가 있다. 3차 시리즈에서는 동굴에서 살아남기, 산에서 살아남기, 지진에서 살아남기와 남극에서 살아남기가 있다. 4차 시리즈에서는 곤충세계에서 살아남기(총 3권), 공룡세계에서 살아남기(총 2권) 그리고 공룡세계 편 출판 10년 뒤에 나온 해저세계에서 살아남기가 있다. 5차 시리즈에서는 우주에서 살아남기(총 3권)밖에 없다. '아이세움 기준'으로 6차는 바이러스에서 살아남기(총 2권)과 이상기후에서 살아남기(총 2권)이다. '아이세움 기준'으로 7차는 인체에서 살아남기(총 3권), 갯벌에서 살아남기(총 2권) 그리고 심해에서 살아남기다. '아이세움 기준' 8차는 현재 출판중이여서 셀 수 없다.

## 시리즈 캐릭터
1차 : 레오, 보라(레오가 짝사랑하는 여자친구), 삼촌(레오의 작은아버지), 할아버지, 새미(레오의 여동생), 용용이, 선생님, 토리, 짱구
2차 : 두리, 뭉치, 리나(두리의 누나), 아빠, 뭉치, 이모(뭉치의 이모)
3차 : 모모, 미미, 아빠, 고모(미미의 엄마), 아지(아리의 언니), 아리, 준모(모모의 형)
4차 : 주노, 마리, 누리, 할아버지와 할머니, 시내, 지구선
5차 : 마루, 수지, Sya sya(샤샤)(본명은 알렉산드르), 드미트리, 빅토르, 표토르, 이반, 할리,로버트, 마 루엄마, 수지 엄마 

## 만화가들
1차:강경효
2차:정준규
3차:문정후
4차:네모

## 극장판 애니메이션
일본의 도에이 애니메이션에서 제작해, 2019년 3월 29일에 도에이 애니메이션 공식 유튜브 채널에서 파일럿판 영상이 공개되었다. 2020년 7월 31일에 시리즈 17장 인체편인 《인체에서 살아남기》가 극장판으로 개봉되었다.

## TV 애니메이션
《과학×모험 서바이벌!》(일본어: 科学×冒険サバイバル!)란 타이틀로, NHK 교육 텔레비전에서 2024년 10월 5일부터 2025년 3월 21일까지 제1기로 방영되었고, 2025년 10월부터 제2기가 방영되었다.